# Lengbrè
Lengbré est une localité du centre de la Côte d'Ivoire et appartenant au département de Bouaké, Région de la Vallée du Bandama. La localité de Lengbré est un chef-lieu de commune.